# Rinnō-ji

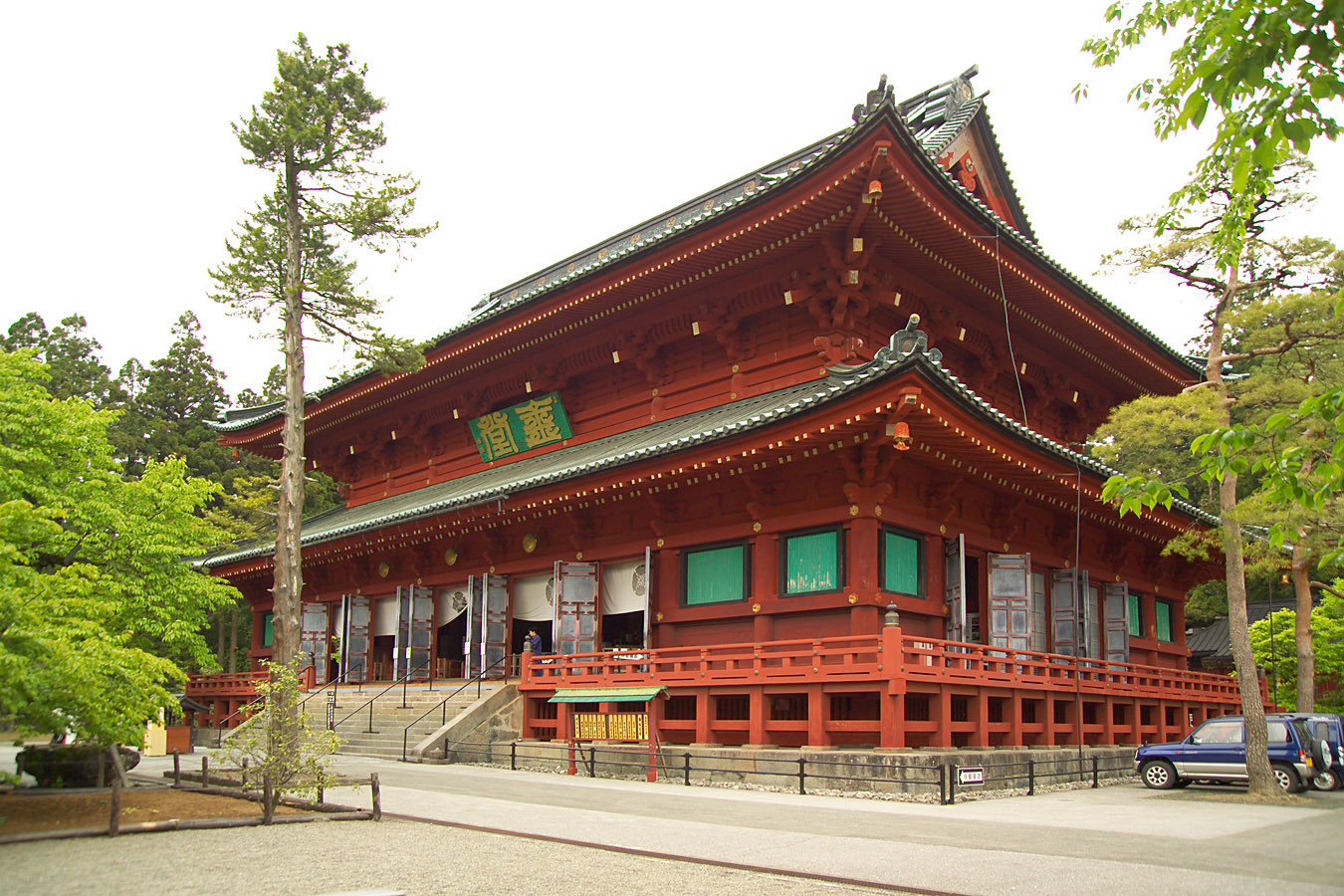
Sanbutsu-dō des Rinnō-ji

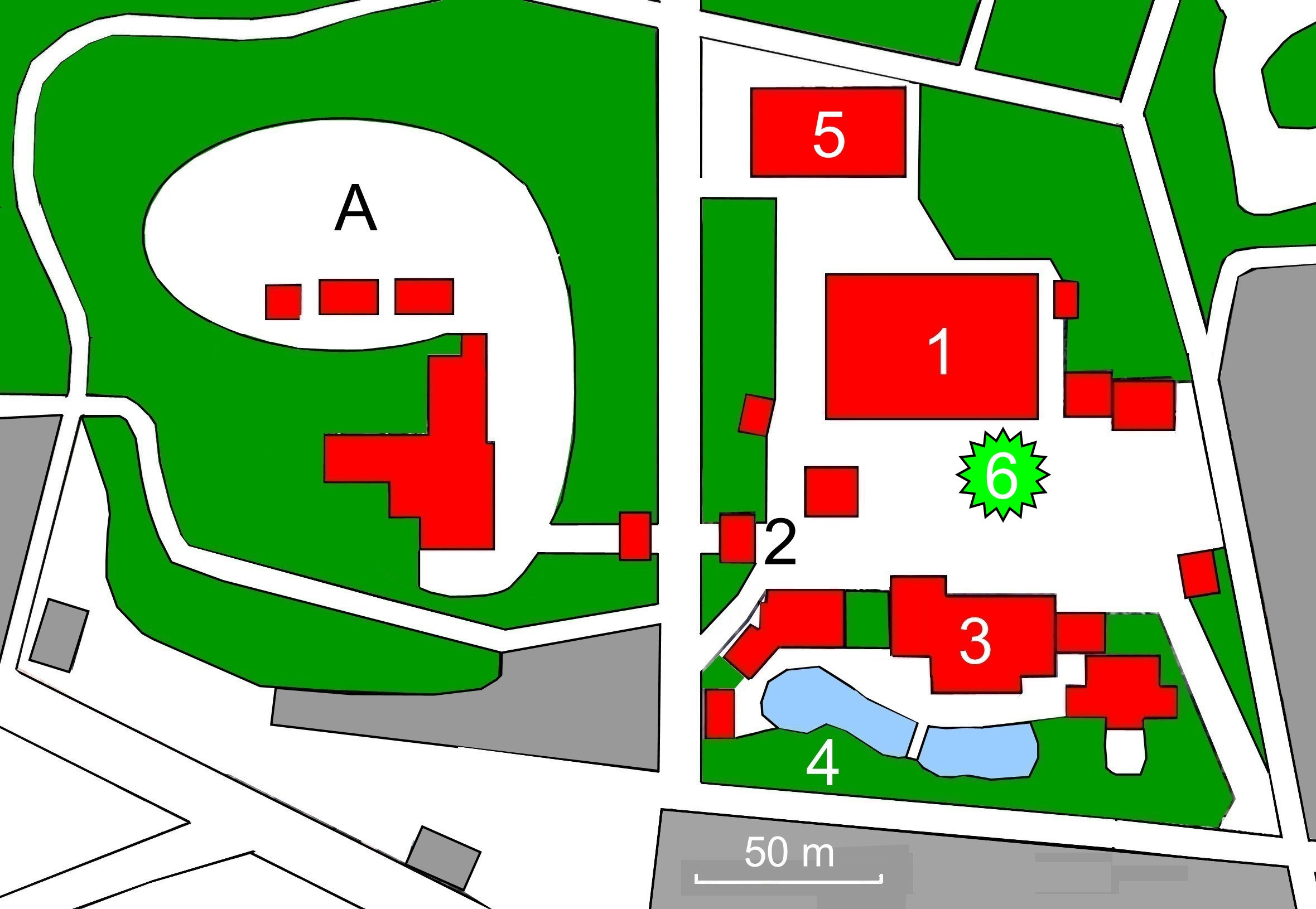
Plan des Tempels (s. Text)

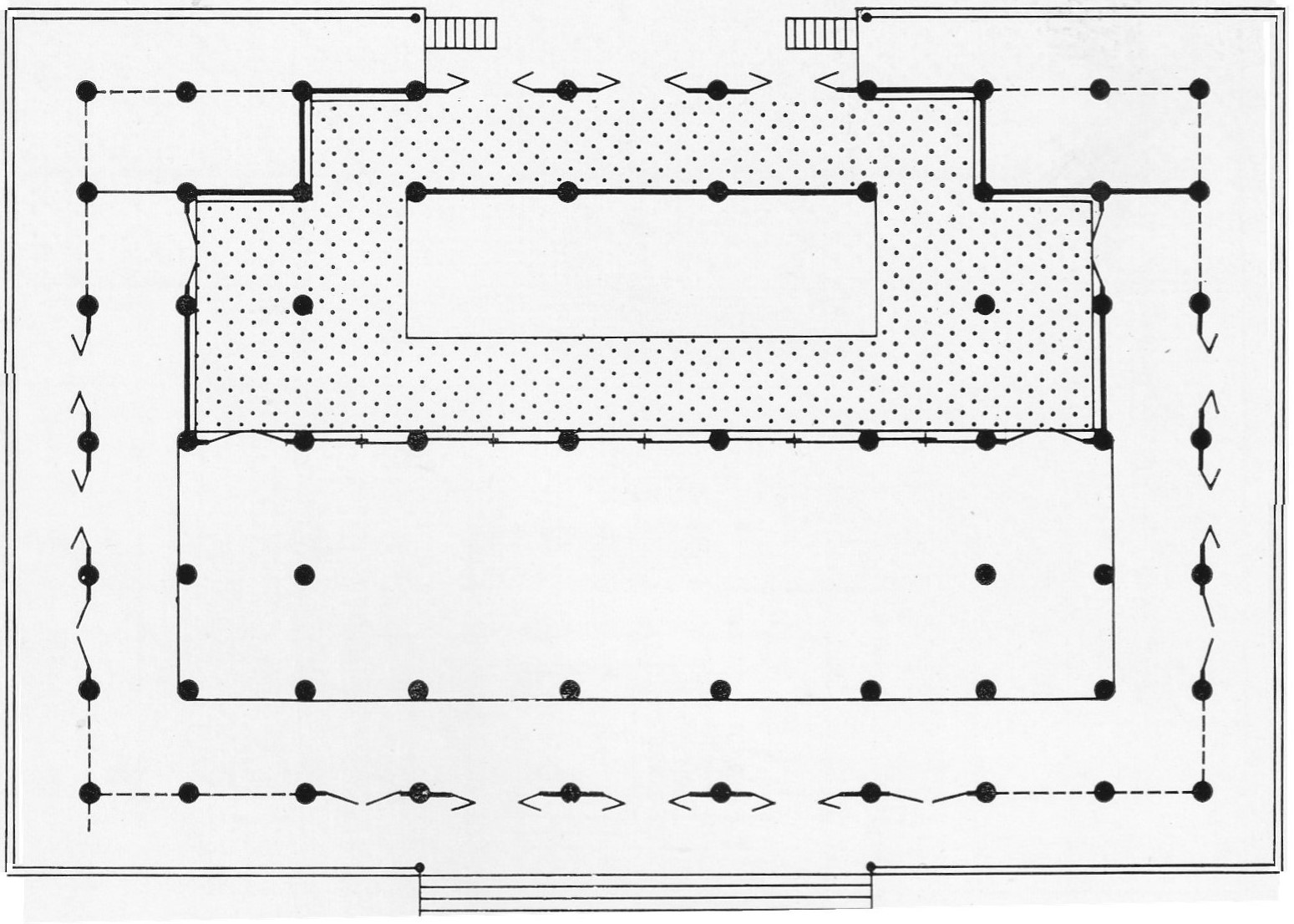
Grundriss Sanbutsu-dō

Der Rinnō-ji (japanisch 輪王寺) mit dem Go Nikko-san (日光山) ist ein Tempel der Tendai-Richtung des Buddhismus in der Stadt Nikkō, Japan. 1999 wurde der Tempel mit anderen religiösen Bauten in Nikkō von der UNESCO auf die Liste Weltkulturerbe aufgenommen.

## Geschichte
Der Tempel wurde  im 2. Jahr Tempyō Shingo (766), von Priester Shōdō (勝道) angelegt. Der Überlieferung nach besuchten in der Heian-Zeit die hohen Priester Kūkai, Ennin und andere den Tempel. In der Kamakura-Zeit förderte Minamoto no Yoritomo den Tempel, so dass er sich zum größten Tempel in der Kantō-Region entwickelte. Während der Edo-Zeit wurde für Tokugawa Ieyasu der Tōshō-gū und für den dritten Shogun Iemitsu das Taiyū-in Reibyō (大猷院廟) errichtet. Das Taiyū-in Reibyō wird heute vom Rinnō-ji verwaltet.
Im Zuge zu Beginn der Meiji-Zeit staatlich durchgesetzten Trennung von Buddhismus und Shintō (Shinbutsu Bunri) wurden mehrere Gebäude, darunter die Sambutsudō und das Sōrintō 1879 aus ihrer Verbundenheit mit den Shintō-Schreinen Futarasan und Tōshō-gū getrennt und auf ihre gegenwärtigen Standorte verlegt.

## Die Anlage
Vom Westen her steigt man einige Stufen hoch und betritt man die Anlage durch das Schwarze Tor (黒門, Kuromon, im Plan Nr. 2).
- Die Haupthalle (本堂, Hondō; Nr. 1 in dem Plan), gewöhnlich Sanbutsu-dō (三仏堂) genannt, wurde 1647 erbaut und 1879 an den jetzigen Platz verlagert. Sie hat in der Vorderansicht eine Breite von 33,82 m un in der Ansicht 10 Säulen, in Seitenansicht 7 Säulen. Die Halle ist als Wichtiges Kulturgut Japans im Folgenden klassifiziert. Die Sanbutsu, also die drei Kultfiguren sind im hinteren Bereich des Tempels, durch einen Lehmboden (im Plan gepunktet) aufgestet. Man sieht in der Mitte eine sitzende tausendarmige Kannon (木造千手観音坐像, Mokuzō senju Kannon zazō), rechts daneben einen sitzenden Amida-Buddha aus Holz (木造阿弥陀如来座像, Mokuzō Amida nyorai zazō), und zur Linken eine sitzende Batō-Kannon[A 1] (馬頭観音坐像). Weiter befindet sich in der Halle eine eiserne Pagode, die vom Takinoo-Schrein (滝の尾神社) stammt. Sie ist dem im ganzen Land verehrten heilgen Rokujūrokubu (六十六部聖) gewidmet. Sie ist als Schatzpagode aus Eisen (鉄多宝塔, Tetsu tahōtō) ausgeführt und ist als Wichtiges Kulturgut registriert. Vor der Halle steht ein mächtiger Kirchbaum mit der Bezeichnung „Kongo sakura“ (金剛サクラ), etwa „Diamant-Kirsche“.
- Die Daigoma-dō (大護摩堂, Nr. 5 im Plan) hinter der Haupthalle ist die große Halle für die Goma-Zeremonie.
- Das Schatzhaus (宝物殿, Hōmotsuden; Nr. 3 im Plan) wurde zur sicheren Aufbewahrung und Besichtigung der buddhistischen Skulpturen, der Bilder, der sonstigen Objekte des Tempels und der Sammlung der Togukawa-Gesellschaft (徳川記念財団) errichtet.
- Der Garten Shōyō-en (逍遥園, Nr. 4 im Plan), zu Deutsch etwa „Lustwandelgarten“, ist eine Grünanlage, die einen Teich umgibt.

Im Westen, durch eine Straße getrennt, befindet sich das weiträumige Abt- und Mönchsquartier, im Plan mit A markiert. Das Abtquartier (本坊, Honbō) gehörte ursprünglich zum Yonhontaki-dera (四本瀧寺).

## Bilder

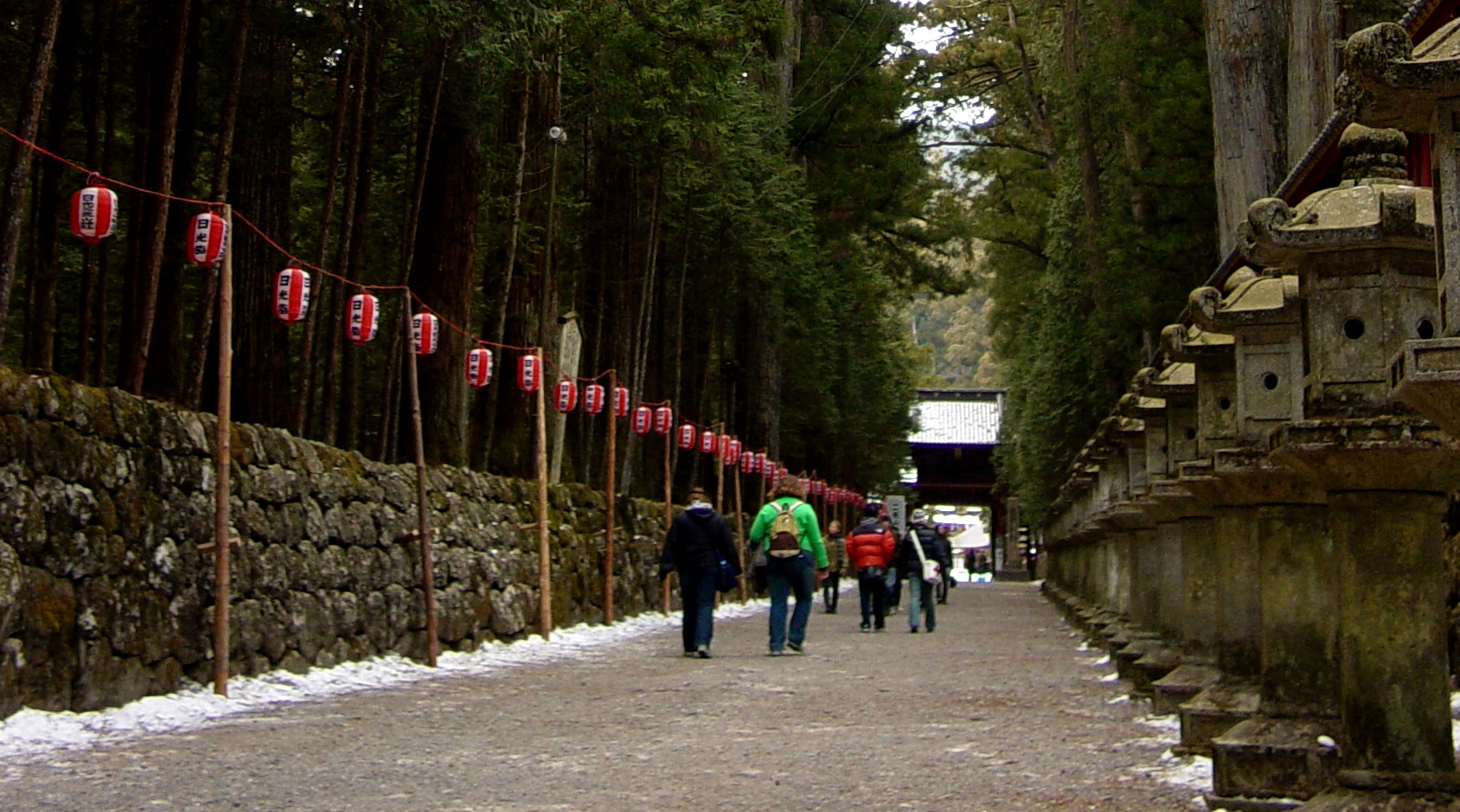
Weg zum Tempel im Winter
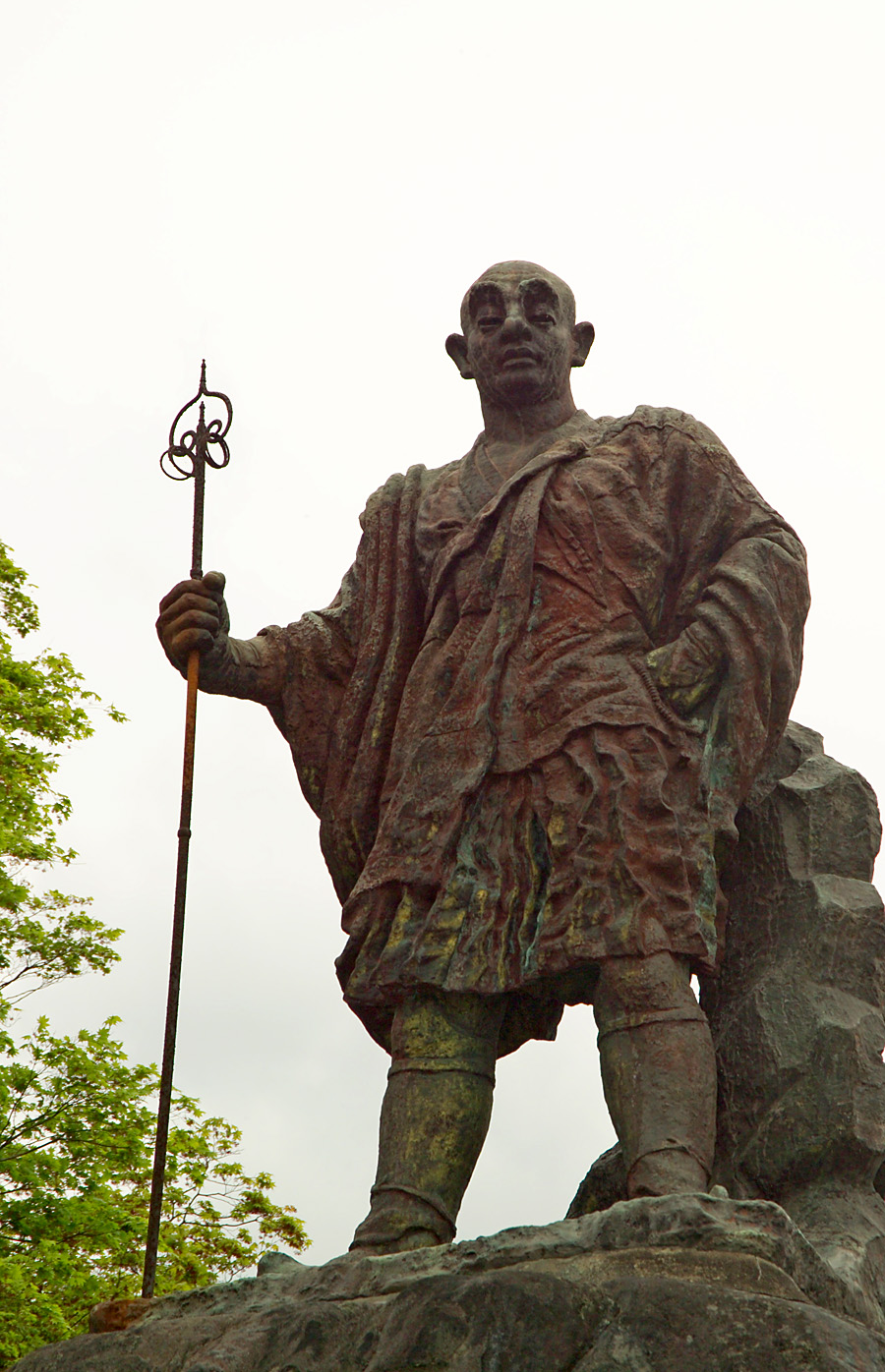
Shōdō
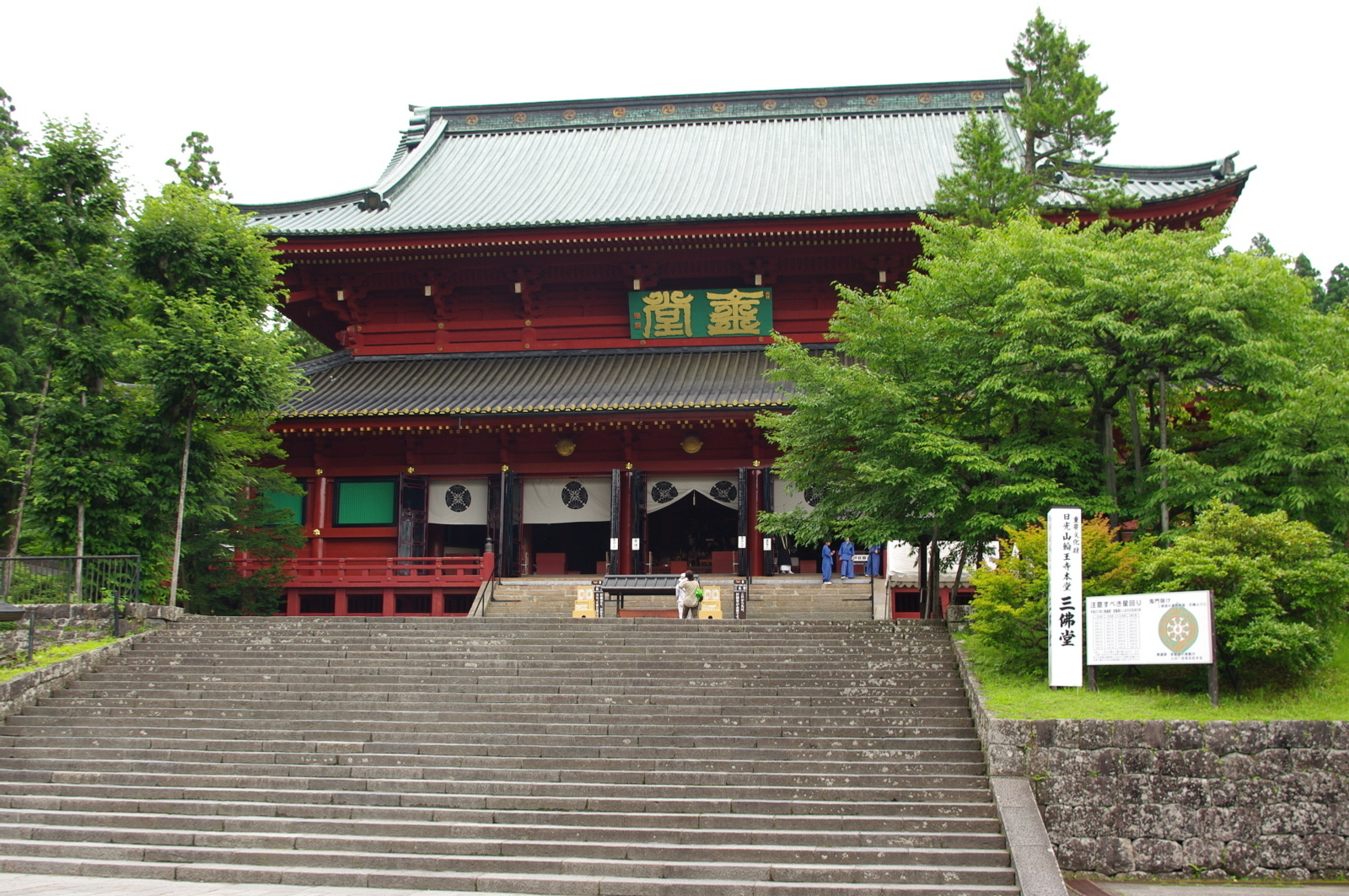
Sanbutsu-dō
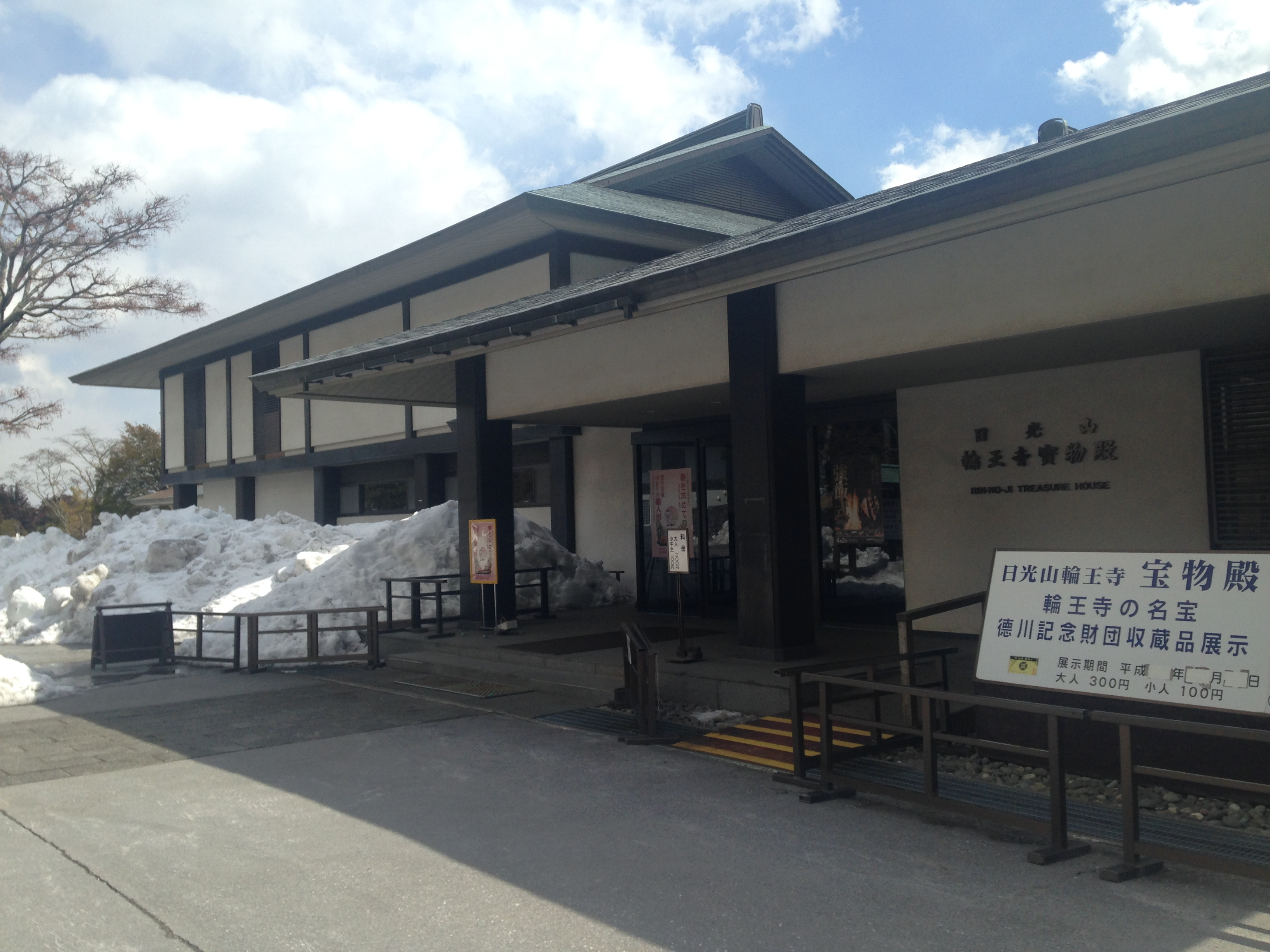
Schatzhaus
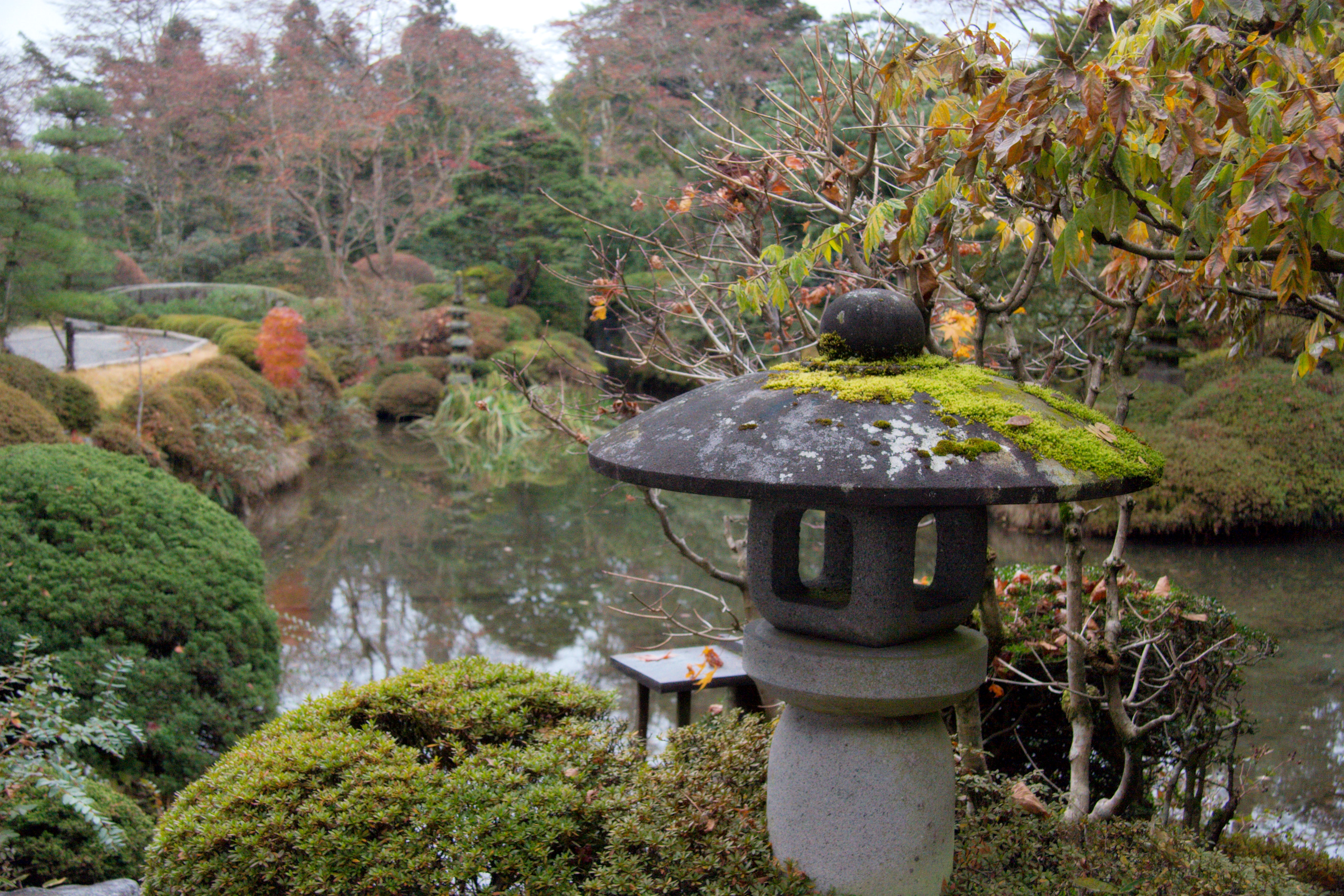
Im Garten Shōyō-en